# دورنیه دلفین
دورنیه دلفین (به انگلیسی: Dornier_Delphin) یک هواگرد از نوع قایق پرنده تجاری ساخت شرکت دورنیه فلوکتسایک‌ورک در آلمان است. هواگرد دورنیه دلفین نخستین پروازش را در ۱۹۲۰ میلادی انجام داد.